# 귀멸의 칼날의 등장인물 목록
다음은 일본의 만화이자 애니메이션인 귀멸의 칼날의 등장인물 목록이다.

## 귀살대 일반대원
- 카마도 탄지로 (성우: 하나에 나츠키/이경태, 사토 사토미/손정민(유소년기))

귀멸의 칼날의 주인공. 성별은 남자이고, 카마도 가(家)의 장남이자 첫째, 카마도 네즈코의 오빠이며, 귀살대의 일반대원이다. 나이는 첫 화에서는 13세, 최종으로는 15세이다. 키는 165 cm, 생일은 7월 14일이다. 물의 호흡과 히노카미 카구라를 사용하고 일륜도의 색은 검은색이다. 후각이 발달했고 취미는 요리하는 것이다. 좋아하는 음식은 두릅. 작중 3번째로 반점이 발현된다.
- 카마도 네즈코 (성우: 키토 아카리/김연우(극장판), 이이로(텔레비전판))

성별은 여자고, 카마도 가(家)의 장녀이자 둘째, 카마도 탄지로의 여동생이며 첫 화에서의 나이는 12세, 최종으로는 14세이다. 키는 153 cm, 생일은 12월 28일이다. 가족들이 몰살당했을 때 도깨비가 되었다. 싸울 땐 손톱으로 공격하거나 걷어차기, 자신의 피를 불태우는 혈귀술 '폭혈'을 사용한다. 태양을 극복한 유일한 도깨비이고 취미는 재봉이다. 좋아하는 음식은 별사탕.
- 아가츠마 젠이츠(성우: 시모노 히로/김지율(극장판), 석승훈(텔레비전판))

성별은 남자이고, 귀살대의 일반대원이며 16세이다. 키는 164.5 cm, 생일은 9월 3일. 갓난아기일 때 버려져서, 쿠와지마 지고로에게 거두어진 날을 생일로 정했다. 번개의 호흡을 사용하지만 제 1형 벽력일섬밖에 사용하지 못 한다. 그래도 벽력일섬 6연발, 6연속, 8연속, 신속과 자신이 만든 형인 7형 화뢰신으로 기술을 응용해 사용한다. 일륜도의 색은 노란색. 귀가 매우 발달했고 취미는 화투와 쌍륙이다. 좋아하는 음식은 장어요리. 여성을 매우 좋아하고  벼락을 맞은 후 머리카락이 노란색으로 변했다.
- 하시비라 이노스케 (성우: 마츠오카 요시츠구/이호산(극장판), 민승우(텔레비전판))

성별은 남자이고, 귀살대의 일반대원이며 15세이다. 키는 164 cm, 생일은 4월 22일이다. 자신이 창조한 짐승의 호흡을 사용하고 일륜도의 색은 청회색. 촉각이 발달했고 취미는 산에서 동물들과 뛰노는 것이다. 좋아하는 음식은 튀김. 과거 엄마인 코토하가 상현2 도우마에게 쫓길 때 절벽에 다다르자 이노스케를 살리기 위해 절벽 아래로 떨어트렸다. 그 뒤 멧돼지가 이노스케를 동굴로 데려와 기른다. 머리에 쓰고 있는 탈은 그 멧돼지의 머리로 만든 것이다. 이노스케가 말을 험하게 하는 이유는 이노스케에게 말을 가르쳤던 사람이 말을 험하게 해서 그 영향을 받았다고 한다.
- 츠유리 카나오 (성우: 우에다 레이나/김순미)

성별은 여자이고, 현재 시노부의 츠구코이며 16세이다. 키는 156 cm, 생일은 5월 19일이다. 좋아하는 음식은 라무네. 어렸을 적, 형제자매를 폭행하던 부모가 카나오를 노예로 팔아넘기는 것을 쿄쵸우 자매가 데려온 것이며 코쵸우 자매를 만난 날을 생일로 정했다. 꽃의 호흡을 사용하고 일륜도의 색은 연분홍색. 부모의 주먹을 이리저리 피하다 보니 시각이 발달했고 취미는 비눗방울 불기다.
- 시나즈가와 겐야(성우: 오카모토 노부히코/박민기)

성별은 남자이고, 시나즈가와 사네미의 남동생이며 16세이다. 키는 180 cm, 생일은 1월 7일이다. 좋아하는 음식은 수박. 호흡을 사용하지 못하지만 그 대신 도깨비를 먹으면 잠시 동안 도깨비의 능력을 사용할 수 있는 특이체질이다. 일륜도를 대신해 총을 사용한다. 위장이 발달해 도깨비를 소화시킬 수 있고 취미는 분재 가꾸기다.
- 무라타 (성우: 하마조에 신야/김민주)

성별은 남자이고, 기유와 사비토의 동기이며 최종 국면 편에서 살아남은 귀살대원들 중 하나이다. 나타구모산에서 누나 도깨비에 의해 온 몸이 녹아버려 죽을 뻔 하지만 코쵸우 시노부의 도움으로 살아남았다. 물의 호흡을 사용하지만 너무 얇팍해서 물의 형체가 보이지 않는다. 매번 살아남아 팬들 사이에서 알려지지 않은 생(生)의 호흡을 사용하는것이 아닐까 추측되기도 했다.
- 큐브 스테이크 선배(성우: 반 타이토/김종엽)

나타구모 산에서 루이를 얕보며 "나는 그럭저럭한 도깨비 잡고 적당히 출세하련다"라는 말을 내뱉고 공격하려다 루이의 거미줄로 인해 몸이 큐브 스테이크처럼 산산조각이 난 선배 귀살대원이다. 작중에서도 이름이 알려지지 않았지만 애니화가 됐을 때 팬들이 자연스럽게 큐브 스테이크 선배라고 별명을 붙여 큐브 스테이크 선배라고 불리고 있다.

### 은(隱,카쿠시)
귀살대 휘하의 비전투부대이며, 이들의 주요 목적은 귀살대의 사후처리를 담당한다. 주로 검술에 재능이 없거나, 혹은 부상으로 인해 검을 사용하기가 어려운 대원들로 구성되어있다.
- 마에다 마사오(성우: 시마자키 노부나가)

성별은 남자이고, 은에 소속된 대원이며, 23살이다. 대원복 재봉 등을 담당하지만 연주 미츠리의 대원복에 노출을 만들게 한 장본인이다. '변태 안경' 이라고 불리고 코쵸우 시노부와 그녀의 츠구코 츠유리 카나오, 칸자키 아오이에게도 미츠리와 같은 대원복을 지급했지만 시노부가 그의 앞에서 성냥과 기름을 가지고 옷을 태워버렸고 그는 "안 돼! 내 역작이!!"라며 소리질렀다고 한다.
- 고토(성우: 후루카와 마코토/신경선)

성별은 남자이고, 은에 소속된 대원이며, 23살이다.  상현의 규타로,  다키 남매와의 싸움 이후 의식불명이던 탄지로 일행을 발견한 카쿠시이다. 탄지로가 카스텔라 냄새를맡고 깰 수도 있을거라고 생각해서 들고 가다가 츠유리 카나오가 꽃병을 깼는데도 치우지 않고 탄지로가 의식을 되찾았는데도 아무말도 하지않자 카나오에게 소리를 지르며 칸자키 아오이를 비롯한 나비저택 아이들을 모두 부른다.

## 귀살대의 주(柱)
- 렌고쿠 쿄쥬로(성우: 히노 사토시/장민혁(극장판), 박준형(텔레비전판)): 귀살대의 전 염주. 화염의 호흡을 사용한다. 성별은 남자이고 나이는 20세이다. 키는 177 cm, 생일은 5월 10일. 좋아하는 음식은 고구마이고 일륜도의 색은 빨간색이지만 혁도와는 엄연히 다른 색이다. 하오리는 렌고쿠 가에서 대대로 사용하던 것이고 하오리의 끝부분은 불을 연상시킨다. 가족관계는 아버지인 렌고쿠 신쥬로와 어머니 렌고쿠 루카, 동생인 렌고쿠 센쥬로가 있다. 칸로지 미츠리와는 사제지간이다. 무한열차편에서 아카자와 싸움을 벌이다 복부가 뚫려 과다출혈로 사망한다.

- 우즈이 텐겐(성우: 코니시 카츠유키/윤용식(극장판), 김장(텔레비전판)): 귀살대의 전 음주. 소리의 호흡을 사용한다. 성별은 남자이고 나이는 23세이다. 키는 198 cm, 생일은 10월 31일. 좋아하는 음식은 복어 회이다. 하오리를 입지 않고 대원복은 나시 형태이다. 일륜도는 다른 일륜도들과 달리 커다란 대도 두 자루가 짧은 사슬로 연결되어 있는 형태이며, 색은 노란색이다. 작중 반점이 발현되지 않았다. 교메이의 철퇴와 도끼 다음으로 강한 위력을 보여준다. 아내가 3명이고 지주 중에선 유일한 유부남이다. 취미는 아내들과 온천에 놀러가는 것이고 유곽 편에서 왼쪽 팔이 절단되고 한쪽 눈이 실명되어서 귀살대에서 은퇴한다. 최종국면때 전 염주 렌고쿠 신쥬로와 우부야시키 키리야를 호위한다.

- 칸로지 미츠리(성우: 하나자와 카나/최하리/키라 버클랜드): 귀살대의 현 연주. 사랑의 호흡을 사용한다. 성별은 여자이고 나이는 19세이다. 키는 167 cm, 생일은 6월 1일. 좋아하는 음식은 벚꽃떡이고 벚꽃떡을 많이 먹어 머리카락 색깔이 분홍색 계열에 끝 쪽은 연두색이 되었다. 일륜도는 채찍처럼 휘어지는 연검이고 색은 분홍색이다. 작중 4번째로 반점이 발현된다. 하오리는 평범한 흰 하오리이고  렌고쿠 쿄쥬로가 미츠리에게 만들어준 것이다. 일반인의 약 10배 정도의 음식을 먹고 근육의 밀도 또한 일반인의 8배 정도라고 한다. 이런 미츠리의 특이체질 때문에 과거에 좋지 않은 일을 겪은 적이 있다. 주가 되기 전 렌고쿠 쿄쥬로의 밑에서 화염의 호흡을 배웠지만 그것이 변형되었고, 그 개성이 너무나 강하여 사랑의 호흡으로 인정을 받았다고 한다. 취미는 딱지치기와 요리이다. 최종국면 편에서 이구로 오바나이와 함께 무잔에 의해 사망한다. 이구로를 좋아한다고 한다.

- 토키토 무이치로(성우: 카와니시 켄고/임채빈): 귀살대의 현 하주. 안개의 호흡을 사용한다. 성별은 남자이고 나이는 14세이다. 키는 160 cm, 생일은 8월 8일. 좋아하는 음식은 된장무조림이고 일륜도의 색은 흰색. 작중 5번째로 반점이 발현된다. 하오리를 입지 않고 대원복은 자신의 몸보다 많이 큰 옷을 입는다. 도깨비와 싸울 때 도깨비에게 자신의 움직임을 잘 보이지 않게 하기 위해 옷을 크게 입는다고 한다. 가족관계로는 쌍둥이 형인 유이치로와 아버지, 어머니가 있다. 생일은 8월 8일. 코쿠시보의 먼 후손이며 검을 잡은 지 2달 만에 주가 되었다. 취미는 종이접기이고 특히 종이비행기를 아주 잘 접는다고 한다. 최종국면 편에서 코쿠시보에 의해 왼팔이 잘리고 몸통이 양단되어 사망한다.

- 토미오카 기유(성우: 사쿠라이 타카히로/강성우(극장판), 정재헌(텔레비전판)): 귀살대의 현 수주. 물의 호흡을 사용한다. 성별은 남자이고 나이는 21세이다. 키는 176 cm, 생일은 2월 8일. 좋아하는 음식은 연어무조림이고 일륜도의 색은 파란색. 작중 6번째로 반점이 발현된다. 기유의 하오리의 반쪽인 연두색, 노란색 등 여러 가지 색이 있는 것은 귀살대 선별시험에서 손 도깨비에게 죽은 기유의 동기 사비토의 것이고, 반쪽의 붉은색은 도깨비에게 죽은 누나 츠타코의 하오리다. 과거 나약한 자신을 도깨비로부터 지켜주기 위해 죽은 자신의 누나 츠타코를 생각하며 자신이 모두를 지킬 수 있을 때까지 소중한 사람을 만들지 않으려고 했다. 탄지로가 귀살대에 오도록 도움을 주었다. 물의 호흡 11형 잔잔한 물결을 만들었다. 자신은 모두에게 미움받지 않는다고 생각하지만 시나즈가와 사네미, 이구로 오바나이와 마찰을 자주 겪는다. 취미는 장기이고 최종 국면 편에서 무잔에 의해 오른쪽 팔을 잃는다.시노부와 케미가 좋아 커플이라는 네티즌들이 많지만 정식 커플링은 아니다

- 코쵸우 시노부(성우: 하야미 사오리/윤아영(극장판), 김하루(텔레비전판)) ,에리카 할래커) 귀살대의 현 충주. 벌레의 호흡을 사용한다. 성별은 여자이고 나이는 18세이다. 키는 151 cm, 생일은 2월 24일이다. 좋아하는 음식은 생강조림이다. 일륜도는 도깨비에게 독을 주입하기 위해서 특수하게 제작되었기 때문에 형태가 침 모양이고 날이 없으며, 색은 불명이다. 작중 반점이 발현되지 않았다. 하오리는 전 화주이자, 친언니인 코쵸우 카나에의 유품이며 나비를 연상시킨다. 원래는 급하고 다혈질적인 성격을 가지고 있었지만, 카나에의 죽음 이후, 그녀의 성격과 상냥한 미소그리고 말투를 따라하는데, 그 이유는 카나에가 친동생인 시노부의 웃는 얼굴을 좋아하였기 때문이다. 취미는 괴담 이야기를 듣는 것이다. 최종 국면 편에서 도우마에게 흡수되어 사망한다.

- 히메지마 교메이(성우: 스기타 토모카즈/김현욱(극장판), 구자형(텔레비전판)): 귀살대의 현 암주. 바위의 호흡을 사용한다. 성별은 남자이고 나이는 27세이다. 키는 220 cm, 생일은 8월 23일. 좋아하는 음식은 타키코미밥이다. 주 무기로 일륜도가 아닌 철퇴와 도끼가 긴 사슬로 연결된 유성추를 사용한다. 작중 8번째로 반점이 발현된다.하오리는 칙칙한 녹색이고 나무아미타불이 적혀져 있다. 앞이 보이지 않는 맹인이고 항상 눈물을 흘리며 염불을 외운다. 또한 겐야를 제자로 삼아 보살펴 주었고 사소한 것에도 감동하여 눈물을 흘린다. 고양이를 좋아해 미츠리와 이야기를 할 때도 있다. 작중 반점이 8번째로 발현된다. 최종국면 이후 과다 출혈로 사망하였다.

- 이구로 오바나이(성우: 스즈무라 켄이치/전태열(극장판), 서반석(텔레비전판)): 귀살대의 현 사주. 뱀의 호흡을 사용한다. 성별은 남자이고 나이는 21세이다. 키는 162 cm, 생일은 9월 15일. 기름진 음식을 싫어하고, 좋아하는 음식은 말린 다시마이다. 일륜도는 뱀처럼 구불구불한 모양이며, 색은 보라색이다. 작중 9번째로 반점이 발현된다. 하오리는 흰색과 검은색이 들어간 줄무늬 무늬이다. 과거에 아이들을 먹기 즐겨하는 뱀 도깨비에게 아이를 바치며 뱀 도깨비가 죽인 사람들의 금품으로 살아가는 일족에서 태어났으며, 오드아이를 가졌다는 점과 수백년 만에 태어난 남자아이라는 이유로 목숨을 연명했다. 뱀 도깨비에게 찢긴 입을 가리기 위해 입에 붕대를 감고 있고 목에 카부라마루라는 하얀색 뱀을 데리고 있다. 최종국면 편에서 칸로지 미츠리와 함께 무잔에 의해 사망한다. 죽기 전에 이구로에게 다음생에는 결혼하자고 약속했다.

- 시나즈가와 사네미(성우: 세키 토모카즈/이창민(극장판), 박성태(텔레비전판)): 귀살대의 현 풍주. 바람의 호흡을 사용한다. 성별은 남자이고 나이는 21세이다. 키는 179 cm, 생일은 11월 29일. 좋아하는 음식은 오하기이고 취미는 장수풍뎅이 키우기다. 일륜도의 색은 초록색. 작중 7번째로 반점이 발현된다. 주로 짧은 하오리를 입고 있으며, 대원복은 앞섬을 완전히 풀고 있다. 가족관계로는 동생인 겐야와 아버지, 어머니가 있다. 겐야가 죽자 생전 믿지 않은 신에게 겐야를 데려가지 말라고 한다. 취미로 장수풍뎅이를 기른다. 도깨비를 취하게 만드는 피인 희귀혈을 가지고 있어서 자신의 피를 이용해 도깨비를 잡는 경우가 많다. 상처 또는 흉터가 많은 이유도 그것 때문이다.살아남았지만 제일 불행하다고 평 받고 있다. 사랑하는 사람을 모두 잃어서 라고 함.(쿄쵸우 카나에(짝사랑했다고 한다),마사치카,시나즈가와 겐야,어머니,동생들,이구로 오바나이) 100년 후 미래에는 경찰로 나왔고 귀멸 학원에는 악마의 수학 선생님이 되었다.

### 전 주(柱)
- 우로코다키 사콘지(성우: 오오츠카 호츄/송준석): 성별은 남자이고, 귀살대의 전 수주이자 카마도 탄지로와 현 수주 토미오카 기유, 사비토, 마코모 등을 가르친 육성자이다. 얼굴이 너무 순하게 생겨서 도깨비들이 얕본다며 텐구 가면을 쓰고 있다.

- 쿠와지마 지고로(성우: 치바 시게루/유해무): 성별은 남자이고, 귀살대의 전 명주이자 아가츠마 젠이츠, 카이가쿠 등을 가르친 육성자. 제자 카이가쿠가 도깨비가 되자 이에 대한 죄책감으로 할복하였다.

- 렌고쿠 신쥬로(성우: 코야마 리키야/표영재(극장판), 이상범(텔레비전판)): 성별은 남자이고, 귀살대의 전 염주이자 현 염주 렌고쿠 쿄쥬로의 아버지. 아내 루카가 죽고 난 뒤, 선대 염주의 수기를 읽고 자신의 나약함을 알자 무기력해진 후 술독에 빠져 산다. 목숨을 걸고 싸우다 전사한 자신의 아들을 모욕하는 등 인성이 좋지 않지만 아들의 유언을 전해듣고 운다. 최종국면에서는 전 음주 우즈이 텐겐과 우부야시키 키리야의 호위를 맡는다. 과거 이구로 오바나이를 구해준 적이 있다고 한다.

- 코쵸우 카나에 (성우: 카야노 아이/이지현) : 성별은 여자이고, 귀살대 전 화주이자, 충주 코쵸우 시노부의 친언니이다. 꽃의 호흡을 사용했으며 성격이 따뜻하고 상냥하다. 동생 시노부에게 자신은 시노부의 웃는 얼굴이 좋다며 시노부만이라도 평범한 소녀의 행복을 느꼈으면 좋겠다고 말한다. 나비저택의 전 주인이였고, 부모에게 노예로 팔려갈려고 하는 카나오를 거둬줬다. 십이귀월 중 상현의 2인 도우마에 의해 살해당했다고 한다.

## 나비저택
- 칸자키 아오이(성우: 에하리 유리/장미): 나비 저택에서 부상당한 대원들의 치료 및 훈련을 지휘하고 양갈래 머리가 특징이다. 가사 전반이 특기이며 손재주도 좋다. 그 지도는 꽤 엄격하다. 자신도 도깨비의 출현에 의해 고아가 되어 츠유리 카나오보다 전에 나비 저택에 인수되었다. 물 호흡의 사용자로 최종 선별에도 합격한 정규 대원이다. 그러나 귀신에 대한 두려움 때문에 전선에서 싸울 수 없게 되어 현재는 후방 지원으로 돌아가고 있다. 유곽편의 첫머리에서 유곽의 잠입 임무에 여자대원가 필요하다고, 우즈이에 의해 억지로 끌려갈 뻔한 것을 탄지로의 도움을 받아, 그 결과 탄지로·젠이츠·이노스케가 여장하고 유곽에 잠입하게 된다. 유곽 임무 후, 의식 불명이었던 탄지로가 나비 저택에서 눈을 떴을 때 통곡하고 있었다. 이후 제2차 세계 대전이 발발하면서 태평양 전쟁과 소련-일본 전쟁에 참전한다. 제2차 세계 대전 종전 이후 일본으로 돌아가 식당을 차려 평화롭게 산다.
- 테라우치 키요, 타카다 나호, 나카하라 스미 (성우: 김서현, 장채연, 미소 (텔레비전판)): 나비저택 간호사이지만 귀살대원은 아니다. 모두 얼굴이 똑같이 생겨서 가족 같지만 자매가 아니다. 가족을 잃고 나비저택에 고용되었다. 스미는 시나즈가와 겐야의 여동생 스미와 이름이 똑같아 겐야와 친했다고 한다.

## 카마도 가(家)
- 카마도 탄쥬로(성우:  미키 신이치로/윤용식(극장판), 임채헌(텔레비전판)): 카마도 키에의 남편이자 탄지로, 네즈코 남매의 아버지. 탄지로에게 히노카미 카구라와 내비치는 세계에 대해 자세히 알려주었다. 작중에서는 고인이며 가족들이 키부츠지 무잔의 습격을 받아 몰살되기 이전에 병사하였다.
- 카마도 키에(성우: 쿠와시마 호우코/윤아영(극장판), 이현진(텔레비전판)): 카마도 남매의 어머니. 남편과 일찍 사별하고 홀로 남매들을 키우며 숯을 만들며 살아가고 있었다. 최초의 도깨비인 키부츠지 무잔의 습격을 받아 탄지로, 네즈코를 제외한 나머지 아들 딸들을 지켜려다가 함께 살해당했다. 머리가 매우 단단해서 예전에 멧돼지를 박치기로 잡은 적이 있다고 한다.
- 탄지로와 네즈코의 할머니: 이름은 불명. 탄지로, 네즈코 남매의 할머니로 오래 전에 고인이 된 것으로 나온다. 탄지로에게 도깨비에 대해 처음 알려준다.

### 카마도 가(家)의 남매
- 카마도 타케오(성우: 타이치 요우/김보나(극장판), 박이서(텔레비전판)): 차남이자 셋째. 탄지로, 네즈코의 남동생으로 형인 탄지로와 외모가 비슷해보인다. 어릴 적 난로를 쓰러트려서 탄지로가 타케오를 감싸주다가 탄지로의 이마에 흉터가 생겼다. 눈 밑에 점이 있으며 무잔의 습격때 시게루를 감싸다가 치명상을 입고 네즈코에게 도망치라고 소리친뒤 살해당했다.
- 카마도 하나코(성우: 코하라 코노미/박시윤(극장판), 채림(텔레비전판)): 차녀이자 넷째. 탄지로, 네즈코의 여동생으로 무잔의  습격 때 어머니가 감쌌으나 결국 함께 살해되었다.
- 카마도 시게루(성우: 혼도 카에데/유영(극장판), 유혜지(텔레비전판)): 3남이자 다섯째. 까까머리이며 무잔의 혈귀들 습격 때 가장 먼저 살해되었다.
- 카마도 로쿠타(성우: 코가 아오이/장미(극장판), 이은조(텔레비전판)): 4남이자 막내. 갓난아기라 도깨비로 변하기 이전의 네즈코가 등에 업은 모습으로 나온 적이 있다. 무잔에게 습격당하였을 때 네즈코가 감싸주었으나 결국 사망하였다.

## 우부야시키 가(家)
- 우부야시키 카가야(성우: 모리카와 토시유키/표영재(극장판), 신용우(텔레비전판)): 귀살대를 지휘하는 우부야시키 가의 97대 당주 어르신. 그의 목소리와 행동은 대화하는 사람을 편안하게 해준다. 선대인 아버지가 19세의 나이에 자살하여 4세에 당주를 이었으며, 현재 23세이다. 얼굴의 절반이 흉터 같은 것으로 덮여있는 맹인인데, 그 이유는 가문에서 키부츠지 무잔을 배출했다는 이유로 저주를 받아 지병을 앓고 있어서 몸이 약하기 때문이다. 아마네라는 아내가 있으며, 곁에서 시중을 드는 다섯 아이들은 자식들이다. 합동 강화 훈련편에서 무잔을 죽이기 위해 아내인 아마네와 장녀인 히나키, 차녀인 니치카와 같이 자폭을 하여 사망한다.
- 우부야시키 아마네(성우: 사토 리나/박시윤(극장판), 윤미나(텔레비전판)): 카가야의 아내. 합동 강화 훈련편에서 무잔을 죽이기 위해 남편인 카가야와 장녀인 히나키, 차녀인 니치카와 자폭을 하여 사망한다.

### 우부야시키 가(家)의 남매
- 우부야시키 히나키(성우: 하나모리 유미리/김도희): 우부야시키 가의 장녀. 합동 강화 훈련편에서 무잔을 죽이기 위해 부모님과 동생인 니치카와 자폭을 하여 사망한다.
- 우부야시키 니치카(성우: 오자와 아리/강은애): 우부야시키 가의 차녀. 합동 강화 훈련편에서 무잔을 죽이기 위해 부모님과 언니인 히나키와 자폭을 하여 사망한다.
- 우부야시키 키리야(성우: 유우키 아오이/이주은): 우부야시키 가의 장남. 여자처럼 보이지만 사실은 남자이다. 아버지 카가야의 뒤를 이어 당주가 된다. 무잔을 쓰러뜨린 후 가문의 저주가 풀려 최고령을 갱신한다 (약 100세).
- 우부야시키 카나타(성우: 이자와 시오리/장예나): 우부야시키 가의 삼녀. 자신의 잘못된 지휘 때문에 많은 대원들이 죽어서 공황상태에 빠진 우부야시키 키리야의 뺨을 때린다.
- 우부야시키 쿠이나: 우부야시키 가의 막내딸.

## 렌고쿠 가(家)
- 렌고쿠 루카(성우: 토요구치 메구미/김보나(극장판), 김도영(텔레비전판)): 신쥬로의 아내이자 쿄쥬로, 센쥬로 형제의 어머니. 작중에서는 고인이다. 쿄쥬로의 가치관에 큰 영향을 주었다.
- 렌고쿠 센쥬로(성우: 에노키 준야/윤아영(극장판), 박성영(텔레비전판)): 차남이자 쿄쥬로의 남동생. 형인 쿄쥬로와 같은 불꽃 머리이다. 렌고쿠 쿄쥬로와 같이 귀살대에서 쿄쥬로의 츠구코로서 수련해야 했으나 검술에 재능이 없어서 그만두었고 그로 인해 렌고쿠 가의 염주 계승은 끊기게 되었다.

## 그 외 인물
- 츠기쿠니 요리이치(성우: 이노우에 카즈히코/최한): 약 300년 전에 무잔을 압도했다. 코쿠시보의 쌍둥이 동생이며 모든 호흡의 견본인 해의 호흡의 창시자이다. 태어났을 때부터 전집중 호흡을 사용하였고, 내비치는 세계를 습득하였으며 반점을 가지고 태어났다. 혁작의 아이이며 25세에 죽는 반점사가 아닌 80세로 쌍둥이 형인 상현의 1 코쿠시보와 싸우다 수명이 다해 서있는 채로 사망하였다.
- 무잔의 위장 아내 레이와 의붓딸 (성우: 미나구치 유코/김가령), (시라이시 하루카/김윤채) 인간의 모습으로 위장하고 살아가던 키부츠지 무잔의 아내와 딸. 키부츠지 무잔이 도깨비인 것을 모른다. 이후 본편에서는 죽었는지는 불명이지만 귀멸학원에서는 무잔과는 관련이 없다.
- 하시비라 코토하: 하시비라 이노스케의 친어머니. 남편의 학대를 받아 한쪽 눈이 실명되었다. 도우마의 식인 장면을 목격해 도우마로부터 이노스케를 살리기 위해 도망을 가다 절벽에 도달하자 강이 흐르는 절벽에 떨어뜨리고 도우마에 의해 살해당했다.
- 츠유리 카나오의 부모: 카나오의 아버지와 어머니. 가난하게 살아온 탓에 딸인 카나오를 포함한 자식들에게 학대를 가해 죽게하거나 노예로 팔았다고 한다.
- 사부로 아저씨: 탄지로가 숯을 팔고 돌아오던 날 혈귀가 나온다며 탄지로에게 자고 가라고 했던 탄지로의 이웃이다. 과거에 도깨비에게 가족들을 잃고 혼자 산다고 한다. 양산을 팔며 살고 있다.
- 사비토(성우: 카지 유우키/김현욱): 성별은 남자이고, 우로코다키 사콘지의 제자이자 토미오카 기유의 동기로 물의 호흡을 사용한다. 선별시험에서 혈귀를 너무 많이 벤 바람에 칼날이 나가게 되고 결국 손 도깨비를 베려고 하다 손 도깨비에게 머리가 터져 살해당한다. 만화 극초반부에 마코모와 함께 탄지로가 바위를 벨 수 있게 도와준다. 하지만 마코모와 생전에 아는 사이인지는 불명.
- 마코모(성우: 카쿠마 아이/강새봄): 성별은 여자이고, 우로코다키 사콘지의 제자로 물의 호흡을 사용한다. 선별시험에서 손 도깨비가 우로코다키 사콘지의 제자를 자신이 모두 죽였다며 놀리자 화가 나고 슬퍼서 동작이 흐트러지게 되어 손 도깨비에게 사지가 뜯겨 살해당한다. 만화 초반부에 사비토와 함께 탄지로가 바위를 벨 수 있게 도와준다. 하지만 사비토와 생전에 아는 사이인지는 불명.
- 하가네즈카 호타루 (성우: 나미카와 다이스케/이현): 성별은 남자이고, 탄지로의 일륜도를 맡고 있는 도공이다. 경단과 풍경 소리를 좋아하고 나이는 37세이다. 성격이 괴팍하여 검객들에게 인기가 없지만 실력은 정말 훌륭하다.
- 카나모리 코조 (성우: 타케모토 에이지/박준원): 성별은 남자이고, 하시비라 이노스케와 토키토 무이치로의 일륜도를 맡고 있는 도공이다.
- 텟치카와하라 텟친 (성우: 야라 유사쿠/김정호): 도공 마을의 촌장으로 나이가 많지만 도공 중에서도 최고의 실력을 자랑한다. 쿄초우 시노무, 칸로지 미츠리의 일륜도를 맡고 있는 도공이다.
- 코테츠 (성우: 무라세 아유무/박시윤): 도공 마을의 10세 소년. 집안 대대로 전수받은 인형 "요리이치 영식"을 지키려다 토키토 무이치로에게 빼앗겨 인형이 망가진다. 이 일을 분노로 일삼아 요리이치 영식을 다시 가동시켜 탄지로와의 지옥의 훈련을 시킨다. 어린 나이에 비해 말이 거칠다.
- 꺾쇠 까마귀 (성우: 야마자키 타쿠미/김소형): 탄지로와 동행하는 까마귀다.
- 츈타로 (성우: 이와미 마나카/정해은): 젠이츠와 동행하는 참새다.

## 도깨비

### 십이귀월
키부츠지 무잔을 따르는 도깨비 집단이다. 계급에 따라 제일 강한 상현과 그보다 낮은 하현으로 나누어져있다. 루이의 사망 후, 하현은 무잔에게 해체되면서 엔무만 제외하고 모조리 처형당하였다.
주군
- 키부츠지 무잔(성우: 세키 토시히코/김승준): 대략 1000년 이상된 최초의 도깨비. 신장은 179cm, 햇빛을 극복하기 위해 네즈코를 도깨비로 만들었고 푸른 피안화라는 꽃을 찾고 있었다. 인간의 모습으로 위장하면서 산다. 약 300년전 요리이치와 싸웠을 때 요리이치의 해의 호흡 때문에 목이 잘려 재생되지 않자 몸을 1800개로 나누어 도망치고 요리이치가 죽을 때까지 세상에 나오지 않았다. 요리이치가 죽은 후에도 요리이치의 흔적을 없애기 위해 해의 호흡을 사용하는 검사와 흑도의 검사를 모두 죽였고 그로 인해 흑도를 사용하는 검사의 수가 줄어들어 출세하지 못하는 검사는 대부분 흑도를 사용한다는 이야기가 생겼다. 탄지로의 집을 습격해 네즈코와 탄지로를 제외한 가족 모두를 죽였다. 최종국면 편에서 탄지로 일행과 귀살대의 주, 그리고 나머지 대원들에게 밀려 햇빛에 타 죽는다. 햇빛에 타 죽기 전 탄지로를 도깨비로 만들었다.

상현
- 코쿠시보(성우: 오키아유 료타로/양석정): 상현 1. 오직 자신만의 호흡인 달의 호흡을 사용한다. 작중 2번째로 반점을 지니게 되었고 츠기쿠니 요리이치의 쌍둥이 형이며 인간 시절의 이름은 츠기쿠니 미치카츠이다. 저승에 가서 요리이치에게 대나무 피리를 전해주려 하지만 전해주지 못하고 지옥불에 영원히 타는 벌을 받았다. 본래 목을 베도 죽지 않을 정도의 힘을 가지고 있었으나 목이 베인 후 재생한 뒤 시나즈가와 사네미의 검에 비친 자신의 추해진 모습을 보고 살아갈 의지를 잃어 자살하였다. 소멸될때까지 피리를 품에 품고 있었다.
- 도우마(성우: 미야노 마모루/김명준): 상현 2. 철로 만든 부채를 무기로 사용한다. 옛날에 이노스케의 엄마가 나타나 자신을 돌봐 달라고 하여서 이노스케의 엄마, 하시비라 코토하와 이노스케가 죽을 때까지 죽이지 않기로 하지만 이노스케의 엄마 코토하가 도우마의 식인 장면을 목격하자 코토하는 이노스케를 살리기 위해 절벽 아래로 떨어트리고 이노스케의 엄마는 도우마에게 살해당했다. 이노스케의 엄마와 코쵸우 카나에를 죽였고, 최종 국면 편에서 코쵸우 시노부, 하시비라 이노스케, 츠유리 카나오와 싸운다. 시노부를 흡수하고는 카나오, 이노스케와 싸워 분신을 만들었을 때 시노부의 등꽃 독 때문에 얼굴이 녹아내리자 분신이 사라지고 카나오에게 공격당하는 것을 막기 위해 수면 보살로 카나오의 움직임을 멈추지만 이노스케의 도움으로 목을 벤다. 시노부의 독과 카나오, 이노스케의 공격으로 사망한다.
- 아카자(성우: 이시다 아키라/전태열(극장판), 남도형(텔레비전판)): 상현 3. 무한열차 편에서 렌고쿠 쿄쥬로와 접전을 벌이고 쿄쥬로의 복부를 관통시켜 살해했다. 최종 국면 편에서 탄지로의 히노카미 카구라에 의해 목이 잘려 급소를 다른곳으로 바꾸어 얼굴을 재생했지만 탄지로가 주먹으로 쳐 기억이 되돌아왔다. 무잔이 다시 아카자를 설득하려 했으나 아카자는 자신을 공격하고 미련없이 소멸했다. 대표적인 기술로는 파괴살ㆍ난식, 파괴살ㆍ멸식, 쇄식, 법식, 공식, 술식 전개 등이 있고 이 기술들은 아카자가 인간이었을 때 다녔던 도장에서 배운 기술이다. 파괴살 나침을 쓸 때 생기는 눈꽃 무늬는 인간 시절의 약혼녀 코유키의 머리 장식을 따온 것이다.
- 한텐구(성우: 후루카와 토시오/이수안(본체), 야마데라 코이치/강수진(조하쿠텐)): (전)상현 4. 목이 잘릴 때마다 분신을 만들어낸다. 목이 잘리면 각각 혀에 희, 로, 애, 락이라고 표시된 분신들이 생성되는데, 이 4명이 합쳐지면 증오를 뜻하는 조하쿠텐이 생성된다. 이 조하쿠텐이 쓰는 기술은 목룡과 충격파 등이 있다. 합체된 조하쿠텐 앞에서는 연주 칸로지 미츠리조차도 죽음을 각오했다. 본체의 작은 몸은 일륜도를 부러뜨릴 정도로 단단하다. 탄지로의 히노카미 카구라 원무의 변형, 원무일섬으로 사망한다.
- 나키메(성우: 이노우에 마리나/강시현/앰버 리 코너스): (신)상현 4. 무한성을 마음대로 조종하며 무한성의 구조를 변화시켜 귀살대원들을 압사시키거나 감금시킨다. 유시로의 혈귀술에 의해 세포가 조작당해 거짓된 정보를 보내자 무잔에 의해 머리가 터져 사망한다.
- 굣코(성우: 토리우미 코스케/김혜성): 상현 5. 자신의 항아리에 대한 자부심이 있다. 그 항아리에서는 소환수가 나오는데 소환수에 항아리가 더 많이 달려있을수록 강한 소환수이다. 하지만 항아리가 깨지면 소환수 또한 사라진다.변신까지 했지만 토키토 무이치로에 의해 사망한다.
- 다키와 규타로(성우: 사와시로 미유키/조경이/에리카 린드벡(다키), 오오사카 료타/강성우(규타로)): (전)상현 6. 다키는 자기처럼 외모가 출중한 사람만 먹는다.다키의 오빠인 규타로는 자신의 피를 묻힌 낫을 사용하며 규타로는 다키의 몸 안에 있다. 작중 규타로가 말하길 자신들은 다키가 7명, 규타로가 15명의 주를 잡아먹었다고 하였다. 규타로는 생전에 건강이 좋지 않아 생쥐나 벌레 등을 잡아먹었다. 아름다운 자신의 동생을 자랑거리로 여긴다. 다키는 도깨비가 되기 전에 이미 화형을 당한 상태로 도깨비가 되었다. 카마도 일행과 우즈이 텐겐에게 죽고 난 뒤 어떤 형벌도 같이 받자고 하며 규타로가 다키를 업어 지옥에 걸어들어간다.
- 카이가쿠(성우: 호소야 요시마사/권창욱): (신)상현 6. 젠이츠보다 먼저 귀살대가 되어서 싸움에 나갔지만 코쿠시보를 보고 코쿠시보처럼 강해지고 싶어 귀살대를 배신하고 도깨비가 된다. 번개의 호흡을 배우기 전 히메지마 교메이가 절터에서 돌봐줬다. 번개의 호흡 중에서 2~6형 까지 밖에 사용하지 못한다. 최종 국면 편에서 젠이츠의 번개의 호흡 제 7형 화뢰신에 의해 사망한다.

하현
- 엔무(성우: 히라카와 다이스케/김현욱(극장판), 전광주(텔레비전판)): 하현 1. 하현 소집 때 유일하게 살아남았다. 《귀멸의 칼날: 무한열차편》에서 열차를 자신의 몸으로 만든 뒤 승객들을 흡수하려 했지만, 카마도 탄지로의 히노카미 카구라 푸른 비단 하늘으로 열차의 앞부분이 끊어져 사망한다. 혈귀술로 잠들게 할 수 있다. 여자처럼 생겼지만 남자이다.
- 하이로: (전)하현 2. 렌고쿠 외전 편에서 나와서 쿄쥬로를 신쥬로인 줄 알고 공격하였다. 그는 신쥬로에게 구걸하였으나 신쥬로는 귀찮다 라는 이유로 죽이지 않고 살려줬다. 그 도깨비의 총기가 떨어지자 검을 발견하고, 한명의 무사로서 싸우다 쿄쥬로의 화염의 호흡 9형으로 사망한다.
- 로쿠로(성우: 쿠스노키 타이텐/최낙윤): 하현 2. 하현들 중 나이가 가장 많다. 하현 소집 때 무잔으로부터 피를 받고 더 강해져서 도움이 되겠다고 하지만 괘씸죄로 무잔에게 처형당한다.
- 와쿠라바(성우: 호시 소이치로/송기원): 하현 3. 하현 소집 때 무카고가 죽자 다음이 자신 차례인 걸 알고 도망치다가 무잔에게 목이 잘려 처형당한다. 죽기 전 로쿠로가 죽는것과 엔무가 무잔의 피를 더 받는것을 보고 소멸한다.
- 무카고(성우: 우에다 카나/유영): 하현 4. 하현 중 유일한 여자 도깨비이다. 주가 무서워 도망만 친 죄로, 하현 소집 때 무잔에 의해 처형당한다.
- 루이(성우: 우치야마 코우키/이상호): 하현 5. 별명이 거미 도깨비이다. 실을 이용해서 인체를 토막낸다. 탄지로의 히노카미 카구라 원무와 네즈코의 혈귀술 폭혈로 의해 죽을 뻔 했으나 자신의 실로 스스로 목을 잘라 위기를 넘긴다. 토미오카 기유의 11형 잔잔한 물결 때문에 공격이 먹히지 않아 당황할 때 기유가 목을 베어 버려 사망한다.
- 쿄우가이(성우: 스와베 준이치/심승한): (전)하현 6. 인간을 먹는것에 한계를 느껴 무잔에게 십이귀월 자격을 박탈당하였다. 혈귀술은 몸에 달려 있는 장구를 칠 때마다 방이 회전하고 날카로운 손톱 공격을 한다. 탄지로의 9형 수류 물보라 란으로 사망한다.
- 카마누에(성우: KENN/정의진): 하현 6. 하현 소집 때 여자 모습으로 변장한 무잔에게 생각이 읽혀 두려운 나머지 처형당한다.

가짜 십이귀월
이들은 무잔에게 속아 자신들을 십이귀월로 착각하고 있다.
- 스사마루(성우: 코마츠 미카코/서다혜): 일명 색실공 도깨비라고 한다. 팔이 6개로 늘어날수 있다. 타마요의 혈귀술 때문에 무잔의 이름을 말하게 되어 무잔의 저주에 의해 사망한다.
- 야하바(성우: 후쿠야마 준/정주원): 더러운 것을 매우 싫어하고 화살표를 이용해 상대방을 억지로 움직일 수 있다. 탄지로의 제 2형 개조 가로 물방아에 의해 사망한다.

### 거미도깨비 일가
하현의 5 루이를 중심으로 가족 행세를 하고 있을 뿐 진짜 가족이 아니며, 루이는 이들 중에 막내역할을 한다.
- 엄마(성우: 코시미즈 아미/김새해): 실을 연결해서 사람을 인형처럼 조종한다. 탄지로의 제5형 가뭄의 단비에 의해 평온한 죽음을 맞이했다. 사실은 가족들중에서 가장 어리며, 자주 실수를 많이해 가장 많이 혼났다고 한다. 특히 1기에서는 가족들앞에서 제일 심하게 혼나는 모습을 보였다.
- 아빠(성우: 이나다 테츠/시영준): 거대한 몸집과 강한 육체를 가지고 있다. 토미오카 기유의 제4형 들이친 파도에 의해 사망한다.
- 형(성우: 모리쿠보 쇼타로/방성준): 독을 쏴 인간을 거미로 변모시킨다. 젠이츠의 벽력일섬 6연속에 의해 사망한다.
- 큰 누나(성우: 이토 카나에/김하영): 1기에서 회상에만 등장, 누나를 설득해 함께 루이에게서 도망치려 하지만 누나의 배신으로 햇빛에 타 죽는다.
- 누나(성우: 시라이시 료코/이새벽): 가짜 가족을 혐오하고 있고 인간을 고치에 가둬서  독으로 인간을 조금씩 녹인다. 코쵸우 시노부의 나비의 춤에 의해 사망한다.

### 그밖의 도깨비들
- 타마요(성우: 사카모토 마아야/여민정) : 최종국면 편에서 무잔에게 약물을 투여하였다. 혈귀술은 시각몽환향이며, 두 번째로 가장 오래 산 도깨비이다. 자기 자신을 대상으로 여러 실험들을 진행하여 인간을 먹지 않고 소량의 피 만으로 살 수 있다. 최종국면 편에서는 자신을 희생하여 귀살대를 도와주고 무잔에게 흡수되어 사망한다.
- 유시로(성우: 야마시타 다이키/심규혁): 타마요가 만든 최초의 도깨비다. 최종국면 전까지는 타마요의 조수로 활동하였고. 최종국면 이후 챠챠마루와 함께 유일하게 살아남은 도깨비이다. 혈귀술은 시각에 관한 것이다. 최종국면 편 이후 타마요의 집에서 '타마요'와 관련된 그림을 그린다. 타마요를 좋아하냐고 물어보면 얼굴이 붉어지고 아무 말도 하지 못한다. 타마요에게 사랑받는 챠챠마루를 질투하고 있다. 최종국면 편이 끝나고 죽으려던 것처럼 보였지만 탄지로가 죽지 말라고 한 말 덕에 죽지 않은 것으로 보인다.
- 챠챠마루: 타마요가 만든 최초의 동물계 도깨비. 고양이이며 탄지로가 얻은 도깨비의 피를 타마요에게 가져다준다. 유시로의 혈귀술로 야옹하고 울면 사라지기도 하고 나타날 수도 있다. 최종국면 편에서 주들을 도와준다. 유시로와 함께 최종국면 이후 유일하게 살아남는다.
- 아사쿠사의 남자: 아사쿠사에서 무잔에 의해 도깨비가 되었지만 타마요가 소량의 피만을 먹고 살 수 있게 만들어주었고 이성을 되찾아주었다. 최종국면 편에서 타마요의 언급을 통해 가시 혈귀술을 가지게 된 것으로 밝혀졌다.
- 손 도깨비(성우: 코야스 타케히토/김기철): 최종선별 때 탄지로가 상대한 도깨비이며, 오래전에 전 수주인 우로코다키 사콘지에게 당한 이후, 복수심으로 인해 최종선별 때마다 우로코다키의 제자들을 잡아먹었다. 최종선별 때 탄지로의 물의 호흡 1형 수면베기에 의해 사망한다.
- 사당 도깨비: 탄지로와 네즈코가 처음 상대한 도깨비, 네즈코의 발차기로 머리가 잘리고 햇빛에 의해 사망한다.
- 혀 도깨비: 혀가 매우 길고 쿄우가이의 저택에 있었다. 젠이츠의 벽력일섬에 의해 사망한다.
- 늪 도깨비(성우: 키무라 료헤이/장서화): 혈귀술로 늪을 만들어 16살 소녀들을 납치하고 자신의 분신을 만들어 3명이 함께 움직인다. 탄지로의 제6형 비틀린 소용돌이와 네즈코의 공격으로 사망한다.
- 고도비만 도깨비: 쿄우가이의 저택에 있었고 이노스케의 3엄니 갈기갈기 찢기에  의해 사망한다.
- 사마귀 도깨비: 환락의 거리편 1화에서만 등장한 도깨비, 등에 나 있는 날카로운 사마귀의 다리 같은 것으로 공격한다. 탄지로와 네즈코의 합동 공격으로 사망한다.

## 같이 보기
- 귀멸의 칼날
- 귀멸의 칼날: 남매의 연
- 귀멸의 칼날: 아사쿠사 편
- 귀멸의 칼날: 장구저택 편
- 귀멸의 칼날: 나타구모산 편
- 귀멸의 칼날: 주합회의·나비저택 편
- 극장판 귀멸의 칼날: 무한열차편
- 귀멸의 칼날: 환락의 거리편
- 귀멸의 칼날: 상현집결, 그리고 도공 마을로
- 귀멸의 칼날: 도공 마을편
- 귀멸의 칼날: 합동 강화 훈련편

- 고토게 코요하루